# Prisca Awiti Alcaraz
Prisca Guadalupe Awiti Alcaraz (* 20. Februar 1996 in London Borough of Enfield) ist eine mexikanische Judoka. Sie trägt den 1. Dan.

## Biografie
Sie wuchs in England auf und gewann für Mexiko mit der Silbermedaille im Halbmittelgewicht der Olympischen Spiele 2024 in Paris als erste Athletin Mexikos eine olympische Medaille im Judo.
Ihre Mutter Maria Dolores stammt aus León in Mexiko, ihr Vater Xavier ist Kenianer. Sie hat noch vier Brüder. Awiti Alcaraz studierte Sport an der University of Bath, zog nach Mexiko und vertritt das Land seit 2017. Bei den 2021 ausgetragenen Olympischen Spielen 2020 in Tokio unterlag sie im Halbmittelgewicht in der ersten Runde der Mongolin Boldyn Ganchaitsch. Zwei Jahre darauf sicherte sie sich in ihrer Gewichtsklasse bei den Panamerikanischen Spielen in Santiago de Chile die Bronzemedaille.